# 神谷慶治
神谷慶治（かみや けいじ、1905年4月2日-1998年10月26日）は、日本の農業経済学者。東京大学名誉教授。

## 略歴
静岡県掛川市生まれ。1931年東京帝国大学農学部農業経済学科卒、1932年同副手となり、1935年講師、1939年助教授、1948年教授となり、東京大学農学部教授、1962年農学部長を務め、1966年定年退官、名誉教授、東京農業大学教授、1976年退職。そのほか、1951年農林省農業綜合研究所長。1974-1979年大日本報徳社社長。日本農業経済学会会長、日本農村更生協会会長を務めた。日本学術会議会員。1960年「日本農業機械化の分析」（共編）で日経・経済図書文化賞、1968年日本農学賞受賞。

## 著書
- 『農村の強みと弱み』同文館 1956
- 『日本の農村社会と農業政策』全国地方銀行協会 1962
- 『二宮尊徳とあすの農村』家の光協会 1966
- 『日本農業の可能性』勁草書房 1966
- 『日本農業の連続性』日本評論社 1967
- 『現代農業本論』講述 佐々木豊編 東京農業大学社会通信教育部 1978
- 『日本農業の進路をさぐる』筑波書房 1980
- 『むらづくりの原理 二宮尊徳に学ぶ』講述 川口諦, 佐々木豊編 龍溪書舎 1981
- 『挑戦か諦観か 日本農業のゆくえ』信山社出版 1994
- 『農に学び報徳を思う』大日本報徳社 1999

### 共編著
- 『経済発展と農業問題 東畑精一先生還暦記念論文集』共編 岩波書店 1959
- 岡田謙共責任編集「日本農業機械化の分析：岡山県高松町新池部落における一実験」（創文社）1960
- 『日本農業の全貌 第5巻 現代日本の農業と農民』東畑精一共編 岩波書店 1964
- 『農業の経営と農協』編 養賢堂 1964
- 『技術革新と日本農業』編 大明堂 1969
- 『激動する農村 追跡と展望』共著　農村更生協会 1992
- 『譲の道 二宮尊徳が言い残したこと』編 農村更生協会企画 ABC出版 1992

記念論文集
- 『現代日本農業の新展開 神谷慶治先生古稀記念論文集』加藤譲編 御茶の水書房 1976

## 論文
＜神谷慶治